# Theo van Doesburg
Theo van Doesburg, pseudònim de Christian Emil Marie Küpper, (Utrecht, 30 d'agost de 1883 - Davos, 7 de març de 1931) va ser un artista neerlandès. És conegut com un dels principals representants i promotors de l'art abstracte del segle xx. Per això, va fundar la revista De Stijl. A més de pintor, Van Doesburg també va ser poeta, escriptor, tipògraf, fotògraf, desenvolupador d'interiors i arquitecte. Van Doesburg va promoure un món en el que les arts prendrien un lloc més elevat, apolític i igualitari en el cadre teòric del Nieuwe Beelding (neoplasticisme).